# 白養粹
白養粹（？—1630年），字尔正，號完白，直隶永平府东胜左卫官籍，山西翼城县人。明末政治人物。

## 生平
萬曆三十一年（1603年）癸卯科举人，萬曆三十二年（1604年）甲辰科進士。萬曆三十三年授户部主事，三十四年榷河西钞关，三十六年管德州仓，三十七年升湖广司员外，本年升郎中，四十一年升辽东副使，四十四年升山东参政，四十七年养病，天启元年（1621年）起辽海兵备参政，本年养病。
崇禎二年（後金天聪三年）底，皇太極率兵入关。崇祯三年（1630年）元月，后金兵克永平府，白养粹及革职副将孟乔芳、知县张养初、罢职副将杨文魁、游击杨声远等十五人出降。皇太极命以养粹为巡抚，养初为知府，乔芳、文魁仍为副将，率降兵随同诸贝勒守城。五月，明军取灤州，贝勒阿敏放弃永平出塞。临行，下令屠杀城民，诸降官养粹、养初等死者十一人。

## 家族
祖白鑰，南京锦衣卫知事。父白瑜，万历二十三年进士，万历中官工科都给事中。